# 3583 Burdett
A 3583 Burdett (ideiglenes jelöléssel 1929 TQ) a Naprendszer kisbolygóövében található aszteroida. Clyde Tombaugh fedezte fel 1929. október 5-én.